# 헤이와촌 (지바현)
헤이와촌(平和村)은 지바현 소사군에 일찍이 존재했던 촌이다. 

## 지리
- 현재의 소사시 동부에 해당한다.
- 마을의 대부분은 평지로 구성되어 있다.

## 역사
- 1889년 4월 1일 - 정촌제 시행에 수반해 소사군 헤이와촌이 성립하였다.
- 1954년 3월 31일 - 요카이치바정, 진카이촌·소사촌·도요사카촌·스카촌·교코촌·요시다촌·이다카촌·도요와촌과 합병해, 요카이치바시가 성립해, 헤이와촌은 소멸하였다.

## 인구
| 1891년 | 2,048 |
| 1920년 | 2,214 |
| 1954년 | 3,221 |

## 교통

### 도로
- 2급국도
  - 국도 126호선

## 참고문헌
- 角川日本地名大辞典編纂委員会『角川日本地名大辞典 12 千葉県』、角川書店、1984年 ISBN 4040011201